# ماهر بن ضياء
ماهر بن ضياء (15 يوليو 1967- ) هو محامي في الجباية والأمين العام للاتحاد الوطني الحر ووزير الشباب والرياضة والتربية البدنية في حكومة الحبيب الصيد.

## النشأة والمسيرة
حصل ماهر بن ضياء على البكالوريا آداب في جوان 1986 والإجازة في الحقوق من جامعة محمد الأول بالمغرب في 1990 وشهادة الكفاءة لمهنة المحاماة بكلية العلوم السياسية والقانونية بتونس في 1991 وشهادة ختم الدروس بالمعهد الأعلى للقضاء في 1993. عمل رئيسا لقسم النزاعات بشركة "ستار للتأمين و إعادة التأمين منذ سبتمبر 1991. وفي سبتمبر 1993 شغل خطة مساعد المدعي العام لدى محكمة الاستئناف بالكاف. وأصبح قاضيا لدى المحكمة الابتدائية بالمنستير في سبتمبر 1995. وفي أكتوبر 1996، اشتغل محاميا لدى محكمة الاستئناف بالمنستير ثم لدى محكمة التعقيب بالمنستير منذ أفريل 2001.